# The Wild Age
The Wild Age je počítačová hra od českého studia McMagic. Hra je inspirována titulem Kingdom. Hra vyšla 5. února 2020 poté co strávila přibližně rok v předběžném přístupu.

## Hratelnost
Hra je mixem realtimové strategie a RPG hry. Hráč se ujímá správy svého království. Přitom ovládá svého hrdinu, kdy zpočátku má k dispozici pouze rytíře. Postupem ve hře si však otevře další postavy jako druida či kouzelníka. Se svojí postavou hráč jezdí na koni, staví nové budovy a nová opevnění, najímá vesničany a přiřazuje jim pracovní zařazení. Hráč taktéž může prozkoumávat okolí svého království a hledat různé poklady.